# Кременчуг-Константиновське
Кременчуг-Константиновське (рос. Кременчуг-Константиновское) — село у Баксанському районі Кабардино-Балкарії Російської Федерації.
Орган місцевого самоврядування — сільське поселення Кременчуг-Константиновське. Населення становить 1603 особи.

## Історія
Згідно із законом від 27 лютого 2005 року органом місцевого самоврядування є сільське поселення Кременчуг-Константиновське.

## Населення
| 1926  | 1979  | 1989  | 2002  | 2010  | 2012  | 2013  |
| ----- | ----- | ----- | ----- | ----- | ----- | ----- |
| 1571  | ↗1587 | ↗1667 | ↗1674 | ↘1603 | ↘1557 | ↘1514 |
| 2014  | 2015  | 2016  | 2017  | 2018  | 2019  | 2020  |
| ↘1512 | ↘1486 | ↘1449 | ↘1420 | ↘1384 | ↘1331 | ↘1323 |